# Paul Strathern
Paul Strathern (Londres, 1940) es un autor inglés de biografías, novelas y libros de cuentos y de viajes. Estudió filosofía en el Trinity College de Dublín.
Strathern es conocido por ser autor de las series populares Philosophy in an Hour y Los Científicos y sus Descubrimentos. Entre sus novelas, A Season in Abyssinia fue galardonado con el Premio Somerset Maugham. También escribió The Medici: Godfathers of the Renaissance. 
Se desempeñó como periodista, contribuyendo a los diarios The Observer, Daily Telegraph y el Irish Times. Como profesor universitario, fue profesor de filosofía y matemáticas en la Universidad de Kingston, así como la enseñanza de la poesía moderna italiana.